# Klenovnik
Klenovnik falu és község Horvátországban Varasd megyében. Közigazgatásilag  még öt település Dubravec, Goranec, Lipovnik , Plemenšćina  és Vukovoj  tartozik hozzá.

## Fekvése
Varasdtól 21 km-re délnyugatra fekszik.

## Története
Klenovnik első írásos említése 1244-ben IV. Béla király adománylevelében történt, melyben más birtokokkal együtt az itteni erősséget a tatárok elleni harcokban tett szolgálataiért Mihály varasdi ispánnak adja. Ezután a 14. század végéig a Bebek család birtoka. 1399-ben Luxemburgi Zsigmond Cillei Hermannak adta és 1456-ig a család kihalásáig, a Cilleiek birtoka volt. Ezután Vitovec János horvát báné, majd Corvin Jánosé lett, aki Trakostyánnal együtt Gyulay Jánosnak adta. A Gyulayak három nemzedéken át birtokolták, de 1566-ban kihaltak és a birtok a császárra szállt. I. Miksa császár szolgálataiért Draskovics György horvát bánnak  A Draskovichok a birtokot ezután a 19. századig megtartották, amikor a kastélyt Bruck osztrák pénzügyminiszter vásárolta meg. 1922-ben Ivan Bombelles lett a birtokosa aki 1925-ben a kastélyt eladta. A trianoni békeszerződésig Varasd vármegye Ivaneci járáshoz tartozott. 2001-ben a falunak 1051, a községnek 2278 lakosa volt.

## Nevezetességei
- A Draskovich-kastély[2] egyike az ország legnagyobb kastélyainak. A kastélyt 1616-ban gróf Draskovich János kezdte építtetni és az építés 1667-ig tartott, amikor az északkeleti szárny is megépült. Az építmény négyszög alaprajzú, udvari részén árkádokkal (ezeket később alakították ki). A kastélynak 90 szobája és 365 ablaka van. A belső térből kiemelkedik a barokk Szent Antal-kápolna, mely a Draskovichok temetőkápolnájának épült. Kialakítása 1738-ban kezdődött, oltárai 1741-ben készültek, osztrák szobrászok alkotásai. Eredeti állapotáról a 20. század elejéről fennmaradt fényképek tanúskodnak. 1925 és 1927 között a kastélyt Hugo Erlich zágrábi építész tervei szerint tüdőkórházzá építették át. Ekkor még két épületszárnyat építettek hozzá. Ma tüdőkórházként Zágráb városának tulajdona, kissé elhanyagolt állapotú szép park övezi.
- A Szentháromság tiszteletére szentelt plébániatemploma[3] a 18. században épült. Azt megelőzően egy kápolna állt a helyén, mely a Kamenicai plébánia filiája volt. Az építés 1738-ban kezdődött, fő támogatója a Draskovich család volt, de a hívek is mintegy 700 forintot gyűjtöttek össze a költségekre. Az építés idején az istentiszteleteket a kastély kápolnájában tartották. A templom már 1738-ban boltozva volt és külseje lényegében a mai napig sem változott. A templom egyhajós, szentélyében sokszög alapú apszissal. A sekrestye balról csatlakozik a szentélyhez, harangtornya a homlokzat felett emelkedik. Az északi oldalon ebédlőt építettek, mely az egyházközségi rendezvények és ifjúsági misék rendezésére szolgál. A templom hossza 14,8 méter, szélessége 9,5 méter, belső magassága 8 méterre emelkedik. A szentély 7,8 méter hosszú és 5,7 méter széles. A belső tér megvilágítását hat nagyméretű ablak biztosítja, öt a hajóban, egy a szentélyben a főoltár mögött található. 1902-ben a szentélyt és a hajót kerámia lapokkal burkolták. Az oltárokat 2001-2002-ben Darwin Butković varasdi restaurátor újította meg. Két mellékoltára Szent Anna és a Szent Kereszt tiszteletére volt szentelve, de az utóbbi helyére később a kastély kápolnájából a Xavéri Szent Ferenc oltárt hozták át. Hét regiszteres orgonáját 1967-ben F. Antolić-Soban építette. Műkincsei közül említésre méltó egy 18. századi cibórium és a Feltámadt Krisztus barokk szobra, melyet a húsvéti időben a főoltárra tesznek. A templom körül eredetileg temető volt, melyet azonban hamarosan áthelyeztek, 1805-ben már a templomtól távol volt. A templomot alacsony fal övezi.

- Nepomuki Szent János szobra[4] a Draskovich-kastély bejárati útja mentén, a Sutinska-patakon átívelő híd korlátja mellett áll. Az oszlopot gróf Nádasdy Ferenc horvát bán és felesége, Malatinszky Zsuzsanna építtették 1766-ban. A barokk szobor a szent térdelő alakját ábrázolja, testével kissé hátrafelé dőlve, kinyújtott karral, tekintetét az égre emelve. Horvátország ezen részének egyik legmagasabb színvonalú művészi alkotása, mely átlagon felüli művészi képességekről árulkodik. Egyike a szentet ábrázoló fennmaradt három szobornak, melyeket Nádasdy Ferenc és felesége állíttatott Klenovec, Veliki Bukovec és Varasd településeken.

- A falun kívül, a Malečkovec-domb gerincén, egy magányos helyen található a Szent Wolfgang-kápolna[5] a  cinktóriummal. Klenovnikból egy zarándokút vezet a kápolnához kőből faragott állomásokkal,[6] melyeket szobrok és domborművek díszítenek. A kápolna egy kőből álló, késő gótikus, hosszúkás épület, sokszögű szentéllyel és a homlokzaton emelkedő harangtoronnyal. Alaprajzán és a boltozás módján, valamint a portálokon és az ablakokon a késő gótikus stílus jellegzetességei mutatkoznak, míg az igen értékes, mozgatható berendezés a 17. század közepéről és a 18. század elejéről származik.